# Procedeul Linde

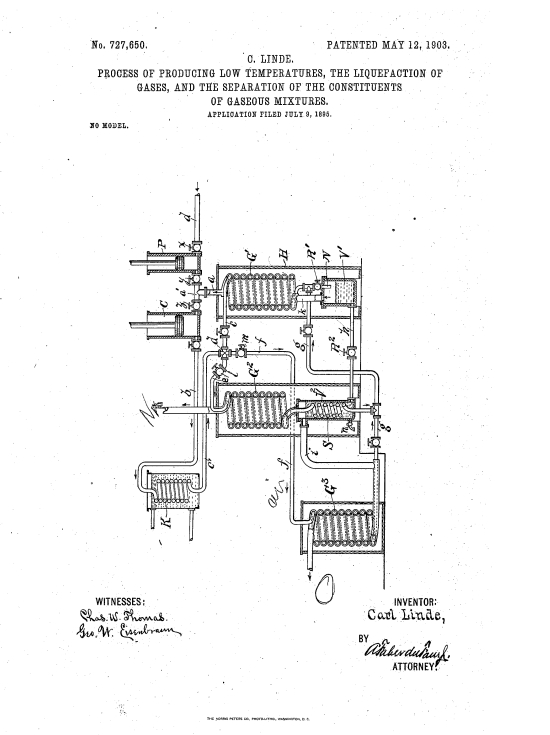
Schiţa tehnicii de lichefiere patentate de Linde și W. Hampson în 1895

Procedeul Linde este o metodă de lichefiere a gazelor bazat pe răcirea acestora prin destindere adiabatică (efectul Joule–Thomson).
Numele provine de la cel al inginerului german Carl von Linde care a descoperit această metodă.